# Paul E. Schupp
Paul Eugene Schupp, né le 12 mars 1937 à Cleveland (Ohio) et mort le 24 janvier 2022 à Londres, est professeur émérite en mathématiques à l'université de l'Illinois à Urbana-Champaign. Il est connu par ses contributions à la théorie géométrique des groupes, la théorie de la complexité et la théorie de la calculabilité.

## Biographie scientifique
Paul Schupp obtient un B. Sc. à la Case Western Reserve University en 1959. En 1959, il entreprend des études en mathématiques à l'université du Michigan et il obtient un Ph.D. à l'université du Michigan en 1966 sous la direction de Roger Lyndon (titre de la thèse : « On Dehn's Algorithm and the Conjugacy Problem ».
Paul Schupp est ensuite visiting professor à l'université du Wisconsin à Madison durant l'année académique 1966–1967 academic year. Il est invité par William Boone à l'université de l'Illinois à Urbana-Champaign pendant l'année académique 1967–1968 dans le cadre de l’année spéciale en théorie combinatoire des groupes. À la fin de cette année, il devient professeur assistant à cette université, puis professeur associé en 1971 et professeur titulaire en 1975, toujours dans la même université. Il a lui-même supervisé 14 étudiants en Ph. D., tous à l'université de l'Illinois. Il est professeur émérite depuis 2008.
Paul Schupp a été professeur ou chercheur invité dans de nombreuses universités, notamment au Courant Institute (1969-1970), Université de Singapour (janvier - avril 1982), University of London (avril - septembre 1982), URSS Académie des sciences de Russie (septembre - décembre 1982), Université de Bordeaux (1984 et 1996), Université Paris VII (de 1984 à 1992),
Université de Marne-la-Vallée (juin 1999 et juin 1997).

## Travaux
Paul Schupp est coauteur, avec Roger Lyndon du livre « Combinatorial Group Theory » qui donne un traitement exhaustif de la théorie combinatoire des groupes depuis ses débuts en 1910 par Max Dehn et jusque dans les années 1970; il est une référence standard pour la théorie de la petite simplification (en),. Ses travaux ont eu un impact substantiel sur le sujet et sur la transformation de la théorie combinatoire des groupes en une théorie géométrique des groupes, à la fin des années 1980 et au début des années 1990.
Au début des années 1980, Paul Schupp travaille sur des problèmes qui explorent les connexions entre la théorie des groupes, l'informatique théorique et notamment la théorie des langages formels et la théorie de la complexité. Avec David E. Muller il démontre qu’un groupe finiment engendré G a un problème du mot qui est un langage algébrique si et seulement si G est un groupe virtuellement libre,, résultat qui est connu sous le nom de théorème de Muller-Schupp, et qui fait usage, dans la démonstration originale, de la théorie des bouts. Schupp a aussi travaillé, avec David E. Muller notamment, sur les automates alternants.
En théorie de la complexité, Schupp est à l'origine, avec Kapovich, Miasnikov et Shpilrain, de la notion de complexité générique des algorithmes ; la complexité générique est une façon de mesurer la complexité d'un problème algorithmique en négligeant un petit ensemble d'entrées non représentatives et en considérant la complexité dans le pire des cas sur les entrées restantes. La concept de « petit ensemble » est définie en termes de densité asymptotique.

## Publications (sélection)
- (en) Roger C. Lyndon et Paul E. Schupp, Combinatorial Group Theory, Springer-Verlag, coll. « Ergebnisse der Mathematik und ihrer Grenzgebiete » (no 89), 1977, xiv+339 (ISBN 3-540-07642-5)
- (en) Roger C. Lyndon et Paul E. Schupp, Combinatorial Group Theory, Springer-Verlag, coll. « Classics in Mathematics », 2001, xiv+339 (ISBN 3-540-41158-5, lire en ligne) — Réimpression de l'édition de  1977
- David  E. Muller, et Paul E. Schupp, « Groups, the theory of ends, and context-free languages », Journal of Computer and System Sciences, vol. 26, no 3,‎ 1983, p. 295-310 (lire en ligne).
- Ilya Kapovich, Alexei G. Miasnikov, Paul Schupp et Vladimir Shpilrain, « Generic-case complexity, decision problems in group theory, and random walks », J. Algebra, vol. 264, no 2,‎ 2003, p. 665-694 (MR 2005m:20080, arXiv math/0203239).
- Ilya Kapovich, Alexei G. Miasnikov, Paul Schupp et Vladimir Shpilrain, « Average-case complexity and decision problems in group theory », Adv. Math, vol. 190, no 2,‎ 2005, p. 343–359 (MR 2005i:20053, arXiv math/0206273).

## Prix et distinction
En 1977, Schupp received a Guggenheim Fellowship. En 2012, il a été nommé inaugural fellow de l'American Mathematical Society.